# La Houssaye-Béranger
La Houssaye-Béranger és un municipi francès situat al departament del Sena Marítim i a la regió de Normandia. L'any 2007 tenia 534 habitants.

## Demografia

### Població
El 2007 la població de fet de La Houssaye-Béranger era de 534 persones. Hi havia 187 famílies de les quals 21 eren unipersonals (9 homes vivint sols i 12 dones vivint soles), 67 parelles sense fills i 99 parelles amb fills.
La població ha evolucionat segons el següent gràfic:
Habitants censats

### Habitatges
El 2007 hi havia 197 habitatges, 191 eren l'habitatge principal de la família, 4 eren segones residències i 2 estaven desocupats. Tots els 196 habitatges eren cases. Dels 191 habitatges principals, 170 estaven ocupats pels seus propietaris, 21 estaven llogats i ocupats pels llogaters i 1 estava cedit a títol gratuït; 1 tenia dues cambres, 19 en tenien tres, 45 en tenien quatre i 127 en tenien cinc o més. 153 habitatges disposaven pel capbaix d'una plaça de pàrquing. A 78 habitatges hi havia un automòbil i a 102 n'hi havia dos o més.

### Piràmide de població
La piràmide de població per edats i sexe el 2009 era:
| Homes | Edats   | Dones |
| ----- | ------- | ----- |
| 0     | 95 o +  | 0     |
| 0     | 90 a 94 | 0     |
| 0     | 85 a 89 | 4     |
| 0     | 80 a 84 | 0     |
| 4     | 75 a 79 | 4     |
| 8     | 70 a 74 | 4     |
| 16    | 65 a 69 | 4     |
| 16    | 60 a 64 | 16    |
| 8     | 55 a 59 | 16    |
| 16    | 50 a 54 | 12    |
| 24    | 45 a 49 | 20    |
| 24    | 40 a 44 | 32    |
| 28    | 35 a 39 | 24    |
| 12    | 30 a 34 | 28    |
| 4     | 25 a 29 | 4     |
| 20    | 20 a 24 | 20    |
| 28    | 15 a 19 | 28    |
| 4     | 10 a 14 | 20    |
| 36    | 5 a 9   | 8     |
| 4     | 0 a 4   | 20    |

## Economia
El 2007 la població en edat de treballar era de 359 persones, 278 eren actives i 81 eren inactives. De les 278 persones actives 265 estaven ocupades (138 homes i 127 dones) i 13 estaven aturades (6 homes i 7 dones). De les 81 persones inactives 35 estaven jubilades, 25 estaven estudiant i 21 estaven classificades com a «altres inactius».

### Ingressos
El 2009 a La Houssaye-Béranger hi havia 190 unitats fiscals que integraven 520,5 persones, la mediana anual d'ingressos fiscals per persona era de 19.072 €.

### Activitats econòmiques
Dels 13 establiments que hi havia el 2007, 5 eren d'empreses de construcció, 1 d'una empresa d'informació i comunicació, 1 d'una empresa financera, 1 d'una empresa immobiliària i 5 d'empreses de serveis.
Dels 5 establiments de servei als particulars que hi havia el 2009, 1 era un guixaire pintor, 3 lampisteries i 1 electricista.
L'any 2000 a La Houssaye-Béranger hi havia 8 explotacions agrícoles que ocupaven un total de 216 hectàrees.

## Equipaments sanitaris i escolars
El 2009 hi havia 1 escola maternal i 1 escola elemental.

## Poblacions més properes
El següent diagrama mostra les poblacions més properes.